# 忌部人上
忌部 人上（いんべ の ひとかみ、生没年不詳）は、奈良時代の官人。姓は宿禰。官位は外従五位下・神祇少副。

## 経歴
桓武朝初頭の延暦2年（783年）2月に外従五位下に昇叙され、3月には川辺浄長の後任の主油正に任官するが、翌延暦3年（784年）浄長に官職を譲って、人上は神祇大祐に遷っている。延暦5年（786年）神祇少副に昇任し、延暦7年（788年）安芸介を兼ねた。
延暦10年（791年）8月3日に盗賊によって伊勢大神宮が放火の被害に遭ったことから、その謝罪のために参議・紀古佐美や参議・大中臣諸魚らとともに神宮に派遣され、同月14日に幣帛の奉納を行った。あるいは先にその前日に到着しており、「焼亡根元幷神宝物等色目」を上奏した、ともされる。

## 官歴
『続日本紀』による。
- 時期不詳：正六位上
- 延暦2年（783年） 2月5日：外従五位下。3月12日：主油正
- 延暦3年（784年） 4月2日：神祇大祐
- 延暦5年（786年） 10月8日：神祇少副
- 延暦7年（788年） 2月6日：安芸介
- 延暦10年（791年） 8月14日：見神祇少副